# Matías Sandoval
Matías David Sandoval (Bella Vista, Provincia de Corrientes, Argentina 9 de abril de 1997) es un futbolista profesional argentino que se desempeña de delantero en Rangers de la Primera B de Chile.

## Trayectoria
Oriundo de Bella Vista Corrientes, su carrera profesional comenzó en Club Atlético All Boys. Jugó 19 partidos en 4 temporadas, desde la Primera B Nacional 2015. Dejó el club en junio de 2020, con 30 partidos jugados, fichando por Sportivo Italiano.
Para la temporada 2022, fichó por Ituzaingó. Luego de una temporada, en diciembre de 2022 es anunciado como nuevo jugador de Unión San Felipe de la Primera B chilena.

## Clubes
| Club              | País      | Año       |
| ----------------- | --------- | --------- |
| All Boys          | Argentina | 2015-2020 |
| Sportivo Italiano | Argentina | 2020-2021 |
| Ituzaingó         | Argentina | 2022      |
| Unión San Felipe  | Chile     | 2023-2024 |
| San Antonio Unido | Chile     | 2025      |
| Rangers           | Chile     | 2025-Act. |